# عدد گروه آنزیم
عدد گروه آنزیم (به انگلیسی: Enzyme Commission Number) نوعی طبقه‌بندی آنزیم‌ها بر اساس واکنشی است که آن را کاتالیز می‌کنند. کمیسیونی که در سال ۱۹۵۵ در بروکسل برای نام‌گذاری و طبقه‌بندی آنزیم‌ها تشکیل شده بود این روش را پیشنهاد نموده‌است. روش دیگر، نام‌گذاری آنزیم‌ها بر اساس ساختمان شیمیایی آن‌هاست.

## گروه‌بندی
| گروه                 | واکنش کاتالیزی                                                                               | واکنش شیمیایی شماتیک                            | نمونه                      |
| -------------------- | -------------------------------------------------------------------------------------------- | ----------------------------------------------- | -------------------------- |
| EC 1 اکسیدوردوکتازها | برای کاتالیز واکنش‌های اکسایش-کاهش; انتقال اکسیژن، هیدروژن یا الکترون از یک ماده به ماده دیگر | AH + B → A + BH (reduced) A + O → AO (oxidized) | لاکتات دهیدروژناز، اکسیداز |
| EC 2 ترانسفرازها     | انتقال گروه عاملی از یک ماده به ماده دیگر                                                    | AB + C → A + BC                                 | ترانس‌آمیناز، کیناز         |
| EC 3 هیدرولازها      | تشکیل دو فراورده از یک سوبسترا به‌وسیله آبکافت                                                | AB + H2O → AOH + BH                             | لیپاز، آمیلاز، پپتیداز     |
| EC 4 لیازها          | واکنش افزایشی یا حذفی با سوبسترا از راه‌هایی جز آبکافت و اکسیداسیون                           | RCOCOOH → RCOH + CO2 or [X-A-B-Y] → [A=B + X-Y] | دکربوکسیلاز، آلدولاز       |
| EC 5 ایزومرازها      | نوآرایی درون‌مولکولی                                                                          | AB → BA                                         | ایزومراز، موتاز            |
| EC 6 لیگازها         | پیوند میان دو مولکول با ایجاد پیوند کووالانسی و شکستن همزمان ATP                             | X + Y+ ATP → XY + ADP + Pi                      | سینتتاز، دی‌ان‌ای لیگاز      |